# 아루바
아루바(네덜란드어: Aruba, /əˈruːbə/ ə-ROO-bə, : [aːˈrubaː, -ryb-], 파피아멘토어: [aˈruba], 영어: Country of Aruba)는 카리브해 남쪽에 위치한 섬으로, 네덜란드 왕국의 구성국이다. 소앤틸리스 제도의 중심에서 약 1,000km (620mi), 베네수엘라 해안에서 북쪽으로 약 29km (18mi), 콜롬비아 해안에서 북동쪽으로 약 144km (89.47mi)에 위치해 있다. 아루바의 서북단에서 동남단까지 길이가 32km (20mi)로, 그 중 가장 넓은 지점은 그 거리가 10km (6mi)이다. 아루바는 보네르섬, 퀴라소와 함께 ABC 제도로 묶여지기도 한다. 또한, 아루바와 함께 카리브해에 위치한 다른 네덜란드령 제도들은 네덜란드령 카리브라 불린다.
아루바는 네덜란드, 퀴라소, 그리고 신트마르턴와 함께 네덜란드 왕국을 형성한다. 이 나라들의 시민은 모두 네덜란드 왕국의 국민이다. 아루바 내에는 정식적인 행정 구역이 없으나, 인구 조사 등의 이유로 8개 지역으로 나뉘어 있다. 그 중 오라녜스타트가 수도 역할을 하고 있다.
대부분의 카리브해 지역과는 달리, 아루바는 기후가 건조하고, 선인장이 국토를 뒤덮고 있다. 이렇게 건조한 기후는 따뜻하고 화창한 날씨를 찾아오는 방문객들을 이끌어 나라의 관광업에 기여하였다. 아루바의 국토 면적 중  179km2 (69.1 sq mi)에 해당하는 부분에 인구가 밀집되어 있으며, 116,600명이 거주하고 있다 (2018년 7월 조사 기준). 아루바는 대서양의 허리케인 경로 밖에 위치해 있다.

## 어원
아루바라는 이름의 유래에 대해서는 다음과 같은 추측들이 있다:
•스페인어 Oro Hubo "금이 있는 곳"
•아라와크어 Oruba “좋은 위치"
•아라와크어 Ora "조개"와 Oubao "섬"

## 역사

### 식민지 이전의 아루바

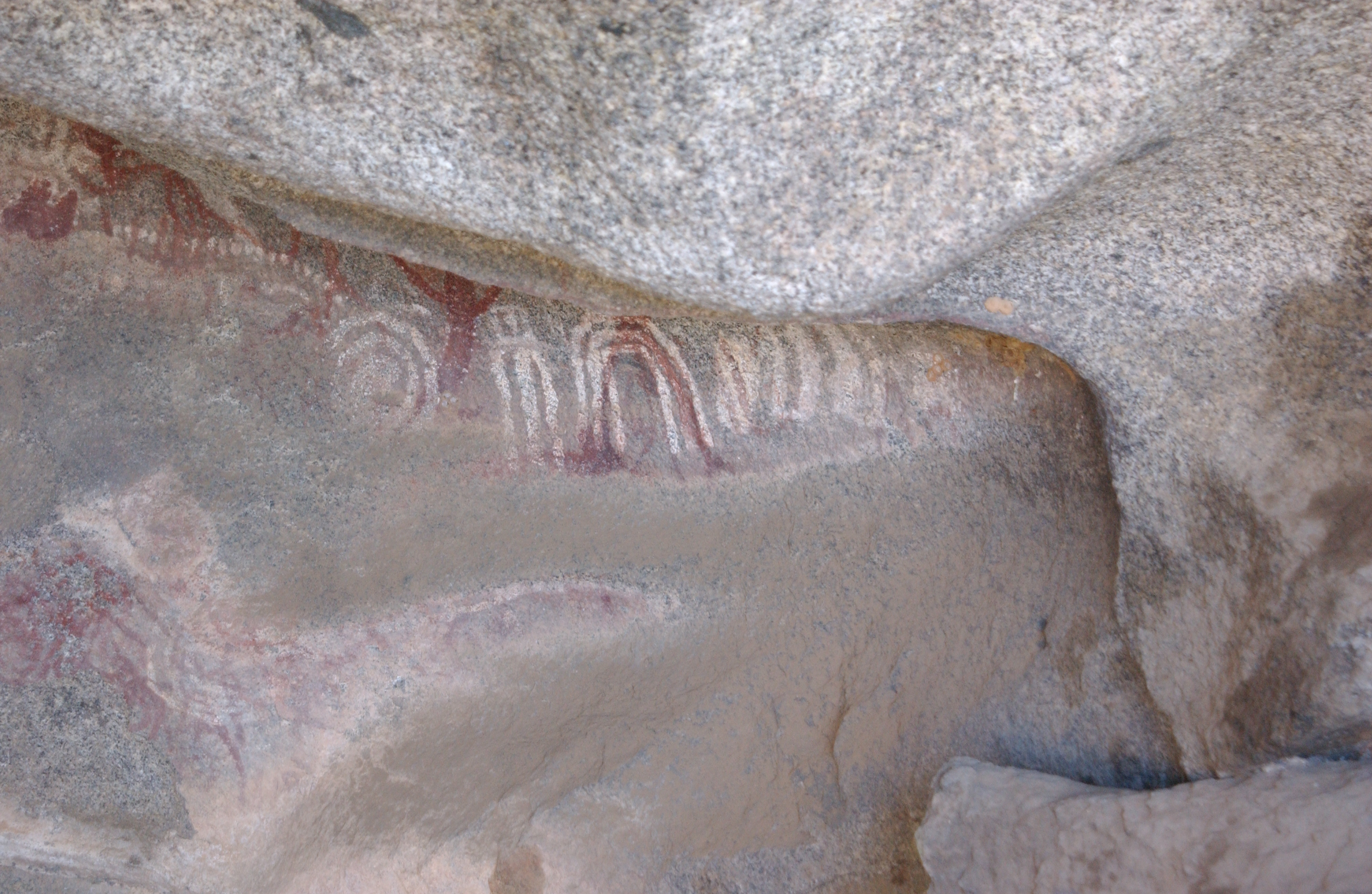
아루바의 아요 유적에서는 아라와크족의 암면 조각을 발견할 수 있다.

아루바에는 기원전 2000년부터 사람이 있었다. 그중 최초로 식별이 가능한 집단은 서기 1000년 즈음 남아메리카에서 이주하였던 아라와크족 계열의 카케티오 원주민들이다. 여러 고고학적 증거들이 아루바의 원주민들과 남아메리카 본토의 카케티오 원주민들의 지속적인 연관성을 시사한다.

### 유럽인들의 상륙과 스페인령 아루바
아루바를 방문한 첫번째 유럽인들은 아메리고 베스푸치와 알론소 데 오헤다이다. 이들은 1499년 아루바에 도착, 아루바를 스페인의 영토라 주장하였다. 이들은 또한 아루바를 "거인들의 섬"이라고 표현하기도 하였는데, 이는 당시 카케티오 원주민들의 비교적 높은 신장을 두고 한 얘기이다. 베스푸치는 아루바에서 목화와 브라질나무를 가지고 스페인으로 돌아와 그것으로 바다에 집을 지었다. 베스푸치와 오헤다의 일화는 곧 아루바에 대한 관심으로 이어졌고, 스페인은 아루바를 식민지화하기 시작했다. 알론소 데 오헤다가 1508년 아루바의 첫 총독으로 부임했다. 이후 1513년부터 스페인 사람들은 카케티오 원주민들을 노예로 삼았으며, 많은 이들을 히스파니올라섬의 탄광으로 보내 강제노동을 시켰다. 아루바는 다른 카리브 제도들과 달리 노예 기반의 집단농장과 대규모 노예제가 제대로 이루어지지 않았는데, 이는 섬의 적은 강수량과 건조한 지질로 인해 적합하지 않다고 당시 스페인 사람들이 판단하였기 때문이다.

### 초기 네덜란드령 아루바

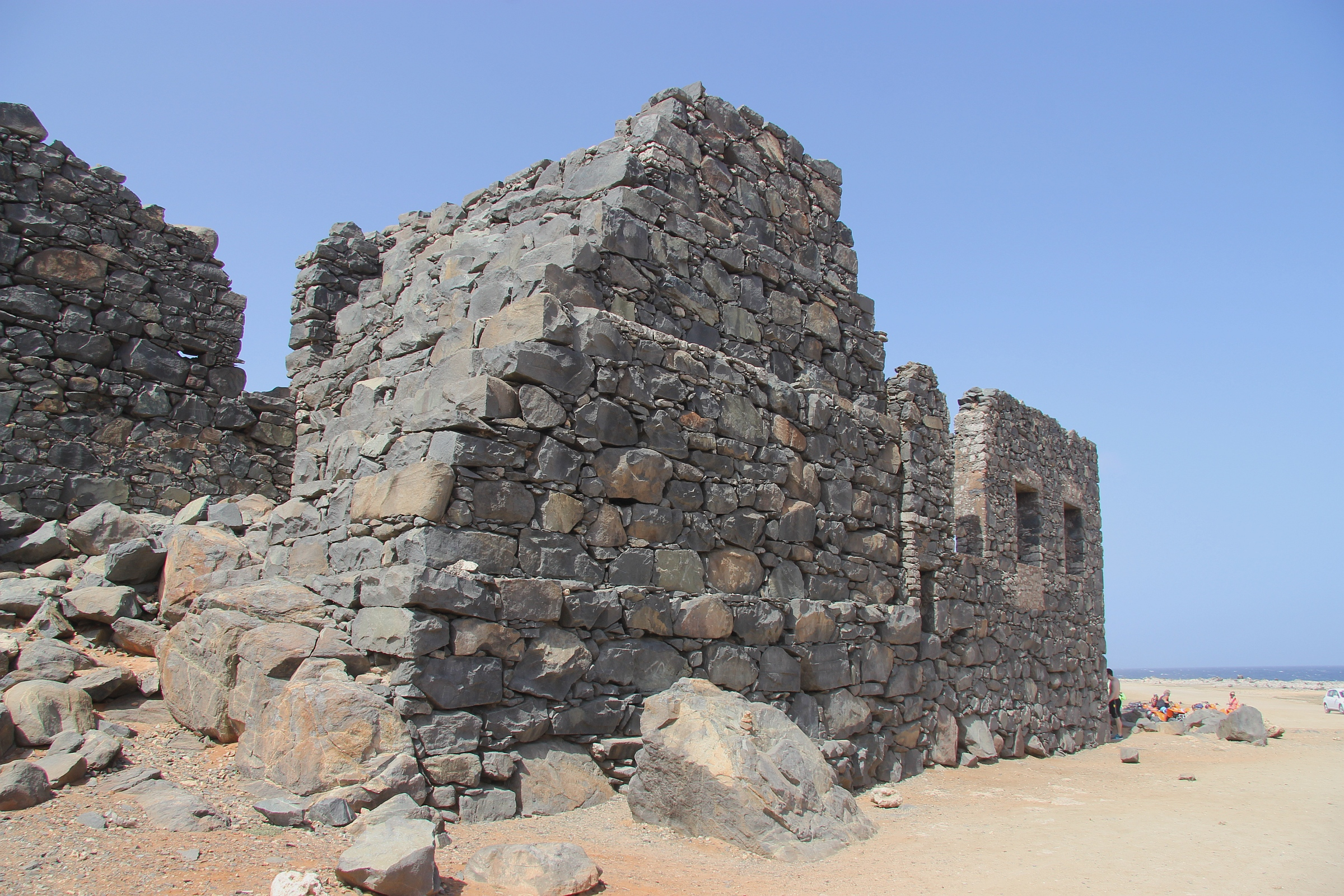
아루바 부쉬리바나 금광 유적지의 모습.

1636년, 네덜란드는 스페인과의 30년 전쟁 도중 아루바를 점령하였다. 페터르 스타위베산트는 네덜란드령 아루바의 초대 총독으로 부임, 이후 뉴암스테르담 (현 뉴욕) 총독으로 활동하였다. 스페인 식민통치에서 살아남은 아라와크 원주민들은 네덜란드의 지배 아래 자주적으로 농사를 짓고 가축을 방목할 수 있도록 허용되었고 네덜란드인들은 카리브해의 다른 식민지들의 육류 공급원으로 아루바를 이용했다. 아루바와 남아메리카 대륙과의 가까운 거리는 해안 지역들간의 문화적 상호작용을 일으켰다. 그 예로, 19세기에 지어진 오라녜스타트와 베네수엘라 팔콘주 코로의 건축물들 사이에서 유사함을 찾아볼 수 있다. 당시 아루바는 네덜란드 식민통치 영향권 밖에 있어 네덜란드어가 보편적으로 쓰이지 않았고, 19세기 후반에서 20세기 초기에 이르러 그 사용량이 증가하였다. 퀴라소, 아루바, 그리고 보네르섬의 학생들의 대부분은 18세기 후반까지 스페인어로 교육받았다.
나폴레옹 전쟁 도중 대영 제국이 아루바를 점령, 1806년부터 1816년까지 섬을 장악하였으나, 1814년 영국-네덜란드 조약에서 네덜란드에게 아루바를 돌려주었다. 아루바는 곧바로 보네르섬과 함께 "퀴라소와 종속 식민지 (Kolonie Curaçao en onderhorigheden)"에 편입되었다. 19세기 아루바 경제는 금광, 인산염 생산, 알로에 농장 건설 등의 경제활동에도 불구하고, 비교적 낙후된 지역으로 남아있었다.

### 20세기와 21세기
아루바 최초의 석유 정제소는 1928년 로열 더치 쉘에 의해 세워졌다. 수도 오라녜스타트의 서쪽에 위치하였으며 "독수리"라고 불리기도 하였다. 곧바로 당시 "라고 석유 운송 회사 (Lago Oil & Transport Co. Ltd.)"가 또다른 정제소를 아루바의 동쪽 끝, 현재의 산 니콜라스 지역에 완공하였다. 이 정제소들은 광활한 베네수엘라의 유전들에서 온 원유를 가공함으로써, 아루바 섬 전체에 경제적 번영을 가져다 주었다. 당시 아루바의 정제소들은 세계 최대 규모로 성장하였다.
제2차 세계대전 당시 네덜란드는 나치 독일에 점령되었다. 1940년, 아루바의 석유 시설들은 런던의 네덜란드 망명 정부의 관리를 받게 되었으나, 1942년 독일 해군에게 공격당하였다.
1947년 8월, 아루바는 네덜란드 왕국 내 자치국으로서의 독립을 위한 첫 스타츠레흐멘츠 (Staatsreglement), 즉 헌법을 제시하였다. 이는 저명한 아루바 정치가인 헤니 에이만의 노력으로 이루어졌다. 1954년, 네덜란드 왕국 헌장이 제정되었고, 이로써 아루바와 왕국 내 나머지 지역 간 관계의 체제가 확립되었다. 이는 네덜란드령 안틸레스를 형성, 카리브해에 있는 모든 네덜란드 식민지를 하나의 행정구조로 통합하였다. 당시 아루바인들은 이 새로운 정부 형태가 퀴라소에게 지배당하는 것으로 받아들였고, 이러한 조치들에 대해 불만족하였다.

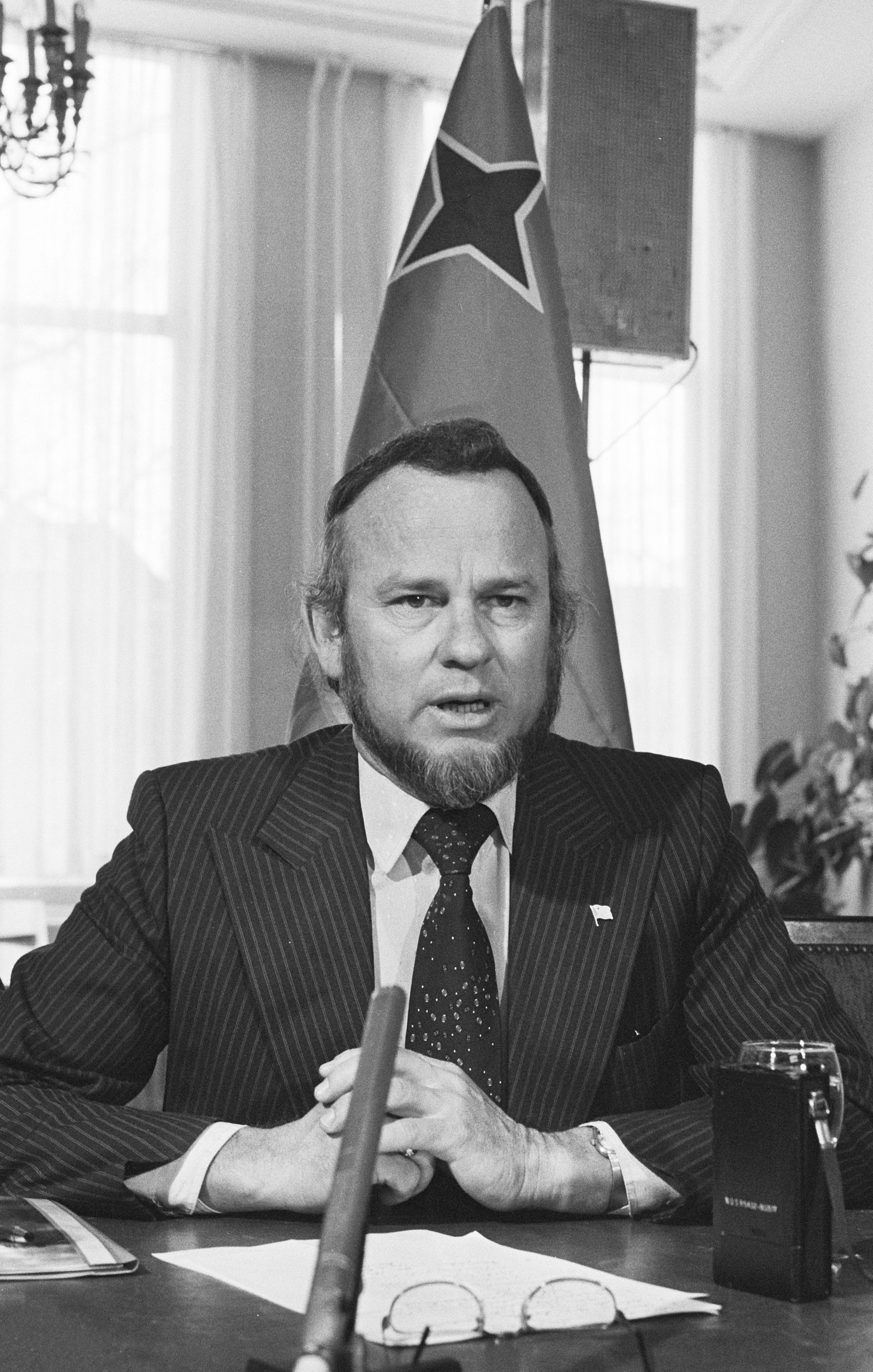
베티코 쿠로즈는 아루바의 더 많은 자치권을 위해 1970-80년대 동안 중요한 역할을 한 정치인이다.

1972년 당시 네덜란드령 기아나 (현 수리남)에서 열린 회의에서 아루바 출신 정치인인 베티코 쿠로즈는 아루바, 네덜란드, 수리남, 그리고 네덜란드령 안틸레스가 네 개의 주(州)로써 각각의 고유한 국적을 가지는 네덜란드 연방을 만들자고 제안했다. 그는 이후 정당을 창당 (Electorale Volksbeweging, 인민 선거 운동), 이를 바탕으로 아루바에게 더 큰 자치권, 더 나아가 독립이라는 장기적 목표를 가지고 1976년 아루바의 국기와 국가(國歌)를 만들어 독립국가로서의 요소를 갖추었다. 1977년 3월, 유엔의 지원 아래 국민투표를 시행하였다;  전체 참여자 중 82%가 네덜란드로부터 완전한 독립을 선택했다. 같은해 쿠로즈가 총파업을 일으키면서 네덜란드 정부에 대한 압력이 가해졌고, 아루바와 네덜란드 간의 긴장이 고조되었다. 쿠로즈는 이후 당시 네달란드 총리였던 요프 덴 아윌을 만나게 되었고, 양측은 헤이그 사회 연구소에서 독립을 대비하기 위한 보고서를 작성하는 데 동의하였다 (보고서 제목: Aruba en Onafhankelijkheid, achtergronden, modaliteiten, en mogelijkheden; een rapport in eerste aanleg, 아루바와 독립, 배경, 양상, 그리고 기회; 예비 보고서) (1978).
1983년 3월, 아루바는 네덜란드 왕국과 독립 문제에 대해 공식적인 합의에 이르렀다. 이 합의 이후 네덜란드 왕국이 일련의 단계에 따라 아루바에 더 많은 자치권을 부여하였다. 1985년 8월, 아루바는 헌법 초안을 작성하였고, 곧바로 만장일치 승인을 받았다. 1986년 1월 1일, 아루바의 첫 의회 선거가 열림에 따라 아루바는 네덜란드령 안틸레스에서 분리, 공식적으로 네덜란드 왕국을 형성하는 국가가 되었고, 1996년에 완전 독립 국가가 되는 것이 예정되었다. 그러나, 쿠로즈가 1985년 교통사고를 당해 심각한 부상을 입었고, 무의식 상태에 이르렀다; 그는 1986년에 사망, 그가 많은 세월 동안 염원해왔던 아루바의 독립을 보지 못하게 되었다. 그는 사망 이후 Libertador di Aruba, 아루바의 해방자로 추대되었다. 그 이후 아루바 인민당 (AVP)의 헤니 에이만이 초대 아루바 총리가 되었다. 한편, 아루바의 석유 정제소가 문을 닫게 되었고, 이는 아루바 경제에 부정적인 영향을 주었다. 이후 아루바는 관광산업을 급진적으로 추진하여 이를 아루바의 최대 산업으로 키워냈다.
1990년 당시 아루바 총리였던 넬슨 오두버의 요청으로 조인된 헤이그 협정에서 아루바, 네덜란드, 그리고 네덜란드령 안틸레스의 각 정부들은 아루바의 완전 독립 국가로서의 이행을 연기하기로 하였다. 그리하여 아루바의 완전 독립을 예정하는 조항이 1995년 폐지되었으나, 이 조항은 이후 국민투표를 통해 다시 부활할 수 있다.

## 지리
아루바는 카리브해 남부 소앤틸리스 제도 중에 리워드앤틸리스 제도 안에 위치한 평평하고 강이 없는 섬이다. 아루바는 퀴라소에서 서쪽으로 77 km (48 mi), 베네수엘라 파라과나반도에서 북쪽으로 29 km (18 mi), 콜롬비아에서 북동쪽으로 140 km (89 mi) 떨어져 있다. 아루바는 서해안과 남해안에 백사장이 있는데, 비교적 해류로부터 안전하다. 아루바의 대부분의 인구와 관광개발이 이 두 곳에 분포한다. 이에 반면, 아루바의 북해안과 동해안은 바다로부터 직접적인 영향을 받아 대부분 개발이 이루어지지 않고 있다.
아루바의 내륙지역에는 언덕들이 분포하는데, 그 중 대표적인 곳이 후이버그 (165m)와 아루바 최고봉인 자마노타 산 (188m)이다. 아루바의 수도인 오라녜스타트는 12°31′01″N 70°02′04″W에 위치해 있다.
아루바 자연 다리는 아루바의 북해안에 위치한 자연적으로 형성된 거대한 석회석 다리이다. 2005년 붕괴 직전까지 아루바에서 가장 유명한 관광지였다.

### 도시 구역

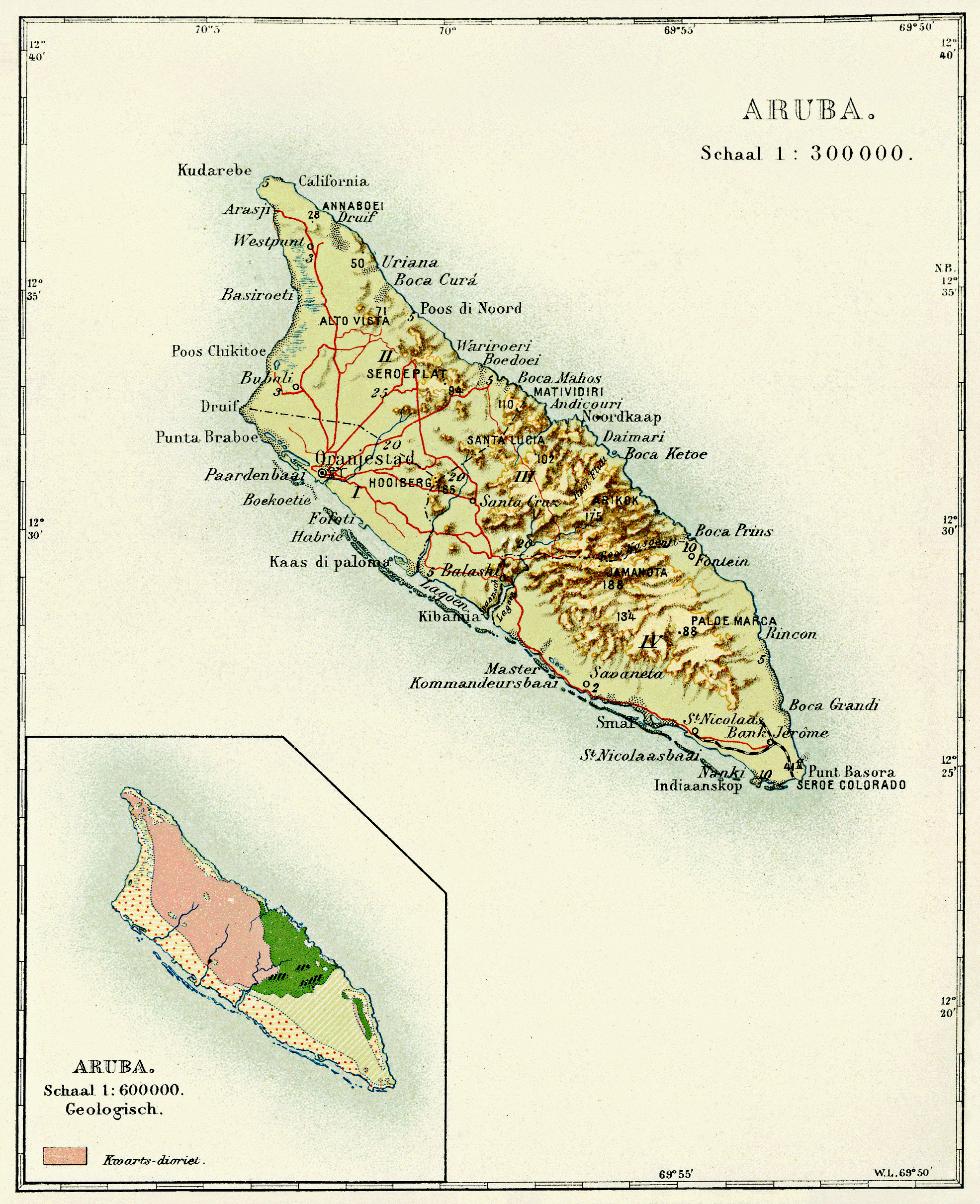
1914-1917년 네덜란드령 안틸레스 백과에서 발췌한 당시 아루바의 지도.

아루바는 2018년 7월 기준 116,600명의 인구가 거주하고 있으며, 아루바 내에는 대도시가 없다. 아루바는 6개의 구역으로 나뉜다. 아루바 대부분의 인구는 대도시에 준하는 오라녜스타트와 산 니콜라스 안팎에 거주하고 있다. 오라녜스타트와 산 니콜라스는 인구 조사 등의 이유로 각각 2개의 구역으로 나뉜다. 아루바의 6개 구역들은 다음과 같다:
- 노어드 Noord
- 오라녜스타트 Oranjestad
- 파라데라 Paradera
- 산 니콜라스 San Nicolaas
- 산타 크루즈 Santa Cruz
- 사바네타 Savaneta

### 동식물

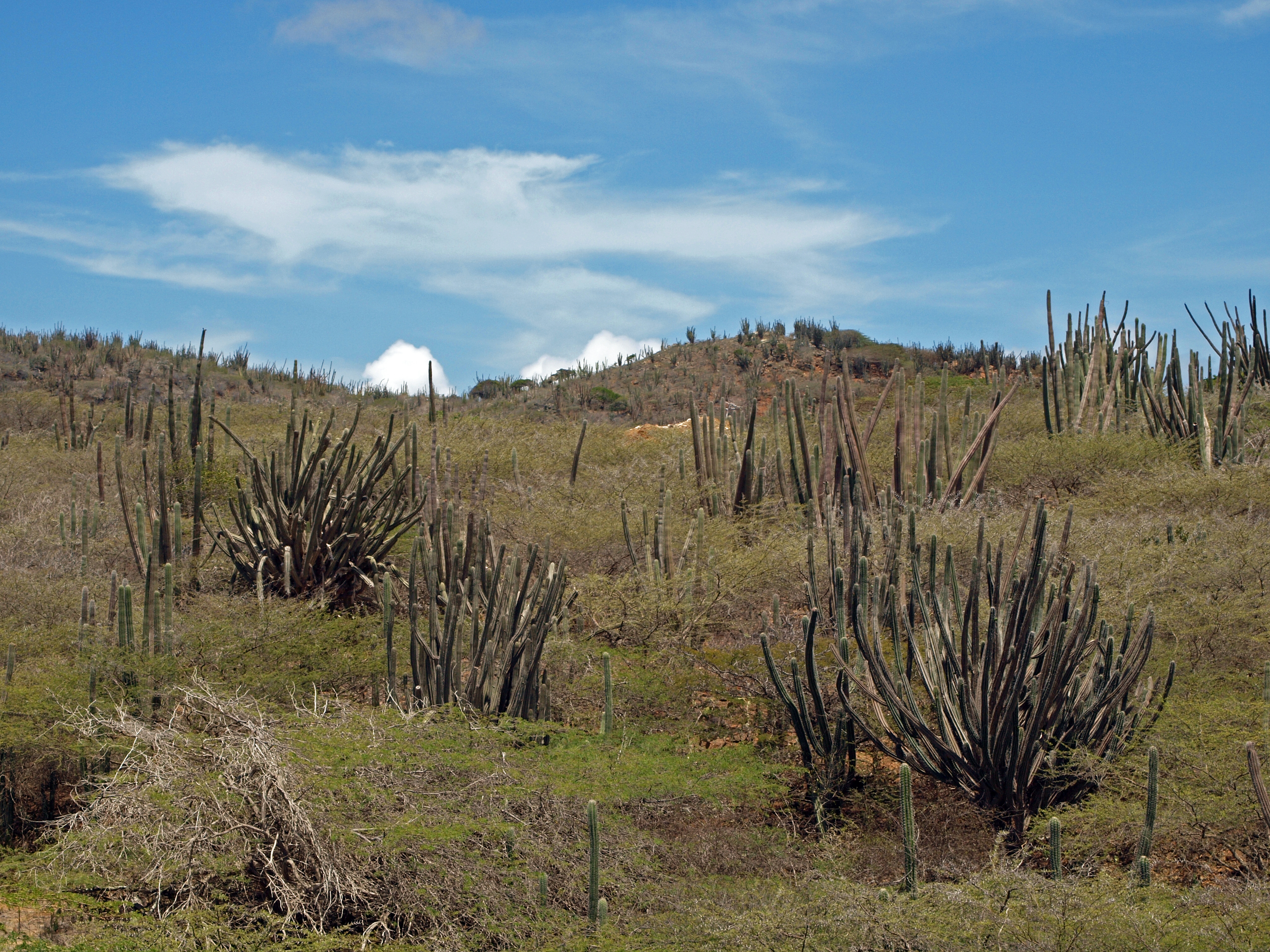
아리코크 국립공원의 선인장.

남아메리카 대륙에서 고립된 아루바의 지리적 특성은 아루바 고유동물들의 진화를 발전시켰다. 아루바에는 아루바 채찍꼬리도마뱀과 아루바 방울뱀의 서식지가 있으며, 아루바의 토착 아종인 가시올빼미와 세인트토마스코뉴어도 서식하고 있다.
아루바의 식물군은 전형적인 열대 기후의 섬 식물군과는 다르다. 아루바의 토양은 대체로 내건성으로, 다양한 선인장, 가시나무, 그리고 상수리나무들이 자라고 있다. 알로에는 아루바에서 경제적으로 매우 중요한 식물로, 아루바의 문장에도 새겨져 있다.
선인장 백련초 (Opuntia stricta)는 아루바의 선인장, 그 중에서도 기둥선인장아과와 선인장속을 잘 대표하고 있는 식물이다.

### 기후
쾨펜의 기후 구분에 따르면, 아루바는 스텝 기후 (Köppen BSh)로 분류된다. 오라녜스타트의 월평균 기온은 26.7 °C (80.1 °F)에서 29.2 °C (84.6 °F)의 적은 차이를 보이며, 북동쪽에서 오는 대서양 무역풍의 영향을 받고 있다. 오라녜스타트의 연간 강수량은 470mm (18.5인치)를 겨우 넘기는 수준이나, 이 수치도 매우 가변적으로, 극심한 엘니뇨 기간 (1911/1912, 1930/1931, 1982/1983, 1997/1998)에는 150mm (5.91인치), 라니냐 기간 (1933/1934, 1970/1971, 1988/1989)에는 1,000mm (39.37인치)를 기록한 바가 있다.
| 오라녜스타트의 기후                                              | 오라녜스타트의 기후 | 오라녜스타트의 기후 | 오라녜스타트의 기후 | 오라녜스타트의 기후 | 오라녜스타트의 기후 | 오라녜스타트의 기후 | 오라녜스타트의 기후 | 오라녜스타트의 기후 | 오라녜스타트의 기후 | 오라녜스타트의 기후 | 오라녜스타트의 기후 | 오라녜스타트의 기후 | 오라녜스타트의 기후 |
| 월                                                               | 1월                 | 2월                 | 3월                 | 4월                 | 5월                 | 6월                 | 7월                 | 8월                 | 9월                 | 10월                | 11월                | 12월                | 연간                |
| ---------------------------------------------------------------- | ------------------- | ------------------- | ------------------- | ------------------- | ------------------- | ------------------- | ------------------- | ------------------- | ------------------- | ------------------- | ------------------- | ------------------- | ------------------- |
| 역대 최고 기온 °C (°F)                                           | 32.5 (90.5)         | 33.0 (91.4)         | 33.9 (93.0)         | 34.4 (93.9)         | 34.9 (94.8)         | 35.2 (95.4)         | 35.3 (95.5)         | 36.1 (97.0)         | 36.5 (97.7)         | 35.4 (95.7)         | 35.0 (95.0)         | 34.8 (94.6)         | 36.5 (97.7)         |
| 일평균 최고 기온 °C (°F)                                         | 30.3 (86.5)         | 30.6 (87.1)         | 31.1 (88.0)         | 31.9 (89.4)         | 32.4 (90.3)         | 32.5 (90.5)         | 32.4 (90.3)         | 33.2 (91.8)         | 33.2 (91.8)         | 32.4 (90.3)         | 31.5 (88.7)         | 30.7 (87.3)         | 31.8 (89.2)         |
| 일일 평균 기온 °C (°F)                                           | 27.0 (80.6)         | 27.1 (80.8)         | 27.4 (81.3)         | 28.2 (82.8)         | 28.7 (83.7)         | 29.0 (84.2)         | 28.9 (84.0)         | 29.5 (85.1)         | 29.6 (85.3)         | 29.1 (84.4)         | 28.4 (83.1)         | 27.5 (81.5)         | 28.4 (83.1)         |
| 일평균 최저 기온 °C (°F)                                         | 24.8 (76.6)         | 24.8 (76.6)         | 25.3 (77.5)         | 26.0 (78.8)         | 26.7 (80.1)         | 26.9 (80.4)         | 26.7 (80.1)         | 27.2 (81.0)         | 27.3 (81.1)         | 26.7 (80.1)         | 26.0 (78.8)         | 25.3 (77.5)         | 26.1 (79.0)         |
| 역대 최저 기온 °C (°F)                                           | 19.0 (66.2)         | 20.6 (69.1)         | 21.2 (70.2)         | 21.5 (70.7)         | 21.8 (71.2)         | 22.7 (72.9)         | 21.2 (70.2)         | 21.3 (70.3)         | 22.1 (71.8)         | 21.9 (71.4)         | 22.0 (71.6)         | 20.5 (68.9)         | 19.0 (66.2)         |
| 평균 강우량 mm (인치)                                            | 44.0 (1.73)         | 19.5 (0.77)         | 10.0 (0.39)         | 8.6 (0.34)          | 14.1 (0.56)         | 17.4 (0.69)         | 19.6 (0.77)         | 31.4 (1.24)         | 42.9 (1.69)         | 76.5 (3.01)         | 87.1 (3.43)         | 80.1 (3.15)         | 451.1 (17.76)       |
| 평균 강우일수 (≥ 1.0 mm)                                         | 10.8                | 4.5                 | 2.0                 | 1.5                 | 1.7                 | 2.8                 | 4.1                 | 3.1                 | 3.3                 | 7.3                 | 9.6                 | 11.0                | 61.7                |
| 평균 상대 습도 (%)                                               | 77.8                | 76.2                | 75.9                | 76.9                | 77.9                | 77.4                | 77.8                | 75.6                | 76.2                | 77.9                | 78.8                | 77.9                | 77.2                |
| 출처: 아루바 기상청 (평년값: 1991년~2020년, 극값: 1951년~2020년) |                     |                     |                     |                     |                     |                     |                     |                     |                     |                     |                     |                     |                     |

## 사회

### 인구
아루바의 인구는 출생국가를 기준으로 아루바 66%, 콜롬비아 9.1%, 네덜란드 4.3%, 도미니카 공화국 4.1%, 베네수엘라 3.2%, 퀴라소 2.2%, 아이티 1.5%, 수리남 1.2%, 페루 1.1%, 중국 1.1%, 그리고 기타국가출신 6.2%로 이루어져 있다.
아루바의 인종구성은 복합인종 75%, 흑인 15%, 그리고 기타 인종 10%로 이루어져 있다. 아루바는 대부분의 카리브해 제도들보다 아라와크족 계통이 강한 편이다. 비록 순수 아라와크족이 남아있지는 않지만, 아루바 사람들의 이목구비 등에서 아라와크족 계통의 유전적인 특성을 분명하게 나타내고 있다. 현재 아루바 인구의 대부분은 카케티오 원주민, 아프리카 출신 노예, 그리고 네덜란드 출신 정착민들의 자손들로, 이보다 더 적은 규모의 스페인, 포르투갈, 영국, 프랑스 출신의 정착민들과 스파라드 유대인 등 오랜 시간에 걸쳐 아루바에 정착한 다양한 출신의 민족집단이 있다.
최근 계속하여 아루바와 인접한 남아메리카와 카리브 제도 국가에서 상당한 규모의 이민자들이 들어오고 있는데, 아루바의 비교적 높은 임금으로 인해 그 수가 증가하고 있다. 이들 중 가장 주목받는 출신국가는 베네수엘라로, 아루바에서 남쪽으로 불과 29km (18mi)의 거리를 두고 있다. 2007년, 아루바 정부는 인구증가의 규모를 조절하기 위해 외국인 노동자의 최장거주기간을 3년으로 제한하는 새로운 이민법을 도입하였다.

### 언어
아루바의 공용어는 네덜란드어와 파피아멘토어이다. 그러나 네덜란드어는 아루바의 행정 및 법률 집행 과정에 국한해 쓰이는 관용 언어인 반면, 파피아멘토어는 생활 속에서 절대 다수의 아루바 사람들이 쓰는 언어이다. 파피아멘토어는 크리올어에서 파생된 언어로, 아루바, 보네르섬, 그리고 퀴라소에서 주로 쓰이며, 네덜란드어, 스페인어, 포르투갈어, 그리고 다양한 서아프리카 토속언어의 어휘들이 혼합된 형태이다. 영어 또한 지속적으로 증가하는 관광업에서의 수요로 인해 널리 사용되고 있다. 또한 독일어, 스페인어, 그리고 포르투갈어 등 아루바 정착민 집단 규모에 따라 그 출신국가의 언어들도 쓰이고 있다.
최근 몇년간 아루바 정부는 파피아멘토어의 문화적 및 역사적 중요성을 강조하는데 점차 많은 관심을 쏟고 있다. 비록 아루바에서 쓰이는 파피아멘토 구어 (口語)는 주변 파파아멘토어 사용지역과 상당히 유사하나, 문어 (文語), 즉 문자언어의 형태에서는 다른 지역과 큰 차이가 있다. 파피아멘토의 철자법은 그 쓰이는 섬마다 차이가 있는데, 아루바는 보다 어원적 표기방식인 반면, 보네르 섬과 퀴라소에서는 표음적인 방면에 치중한다. 어떤 지역은 포르투갈어의 형식을 더 따르고 철자법도 동일하게 쓰는 반면 (ex. "j" 대신 "y"를 씀), 어떤 지역은 네덜란드어의 형식을 더 따른다.
1678년 처음 출판된 알렉산더 에쿠어멜린의 "아메리카 해적사" (원어: De Americaensche Zee-Roovers)에서는, 당시의 아루바 토착민들이 이미 스페인어를 구사할 수 있었다는 목격담을 엿볼 수 있다. 18세기 당시 아루바는 인근의 스페인 식민지 (현재 베네수엘라와 콜롬비아)와의 경제적 관계가 긴밀하였고, 따라서 스페인어가 중요한 언어로 자리잡기 시작하였다. 이후 베네수엘라 일부 텔레비전 채널이 아루바에서 송출되기 시작하였고, 현재 아루바에도 상당한 규모의 베네수엘라와 콜롬비아 교민 사회가 형성되어 있다. 오늘날 아루바 인구의 12.6%가 스페인어를 구사할 수 있다. 아루바에서의 영어 사용은 19세기 초 당시 영국이 아루바, 보네르 섬, 퀴라소를 점령했을 때부터 시작하였다. 1815년 다시 네덜란드령이 되었을 당시, 현지 관료는 아루바에서 이미 영어가 널리 쓰였다고 기술하였다.
아루바에는 4개의 파피아멘토어 신문 (Diario, Bon Dia, Solo di Pueblo, Awe Mainta), 3개의 영어 신문 (Aruba Daily, Aruba Today, The News), 그리고 1개의 네덜란드어 신문 (Amigoe)이 발행되고 있다. 아루바에는 18개의 라디오 채널 (AM 채널 2개, FM 채널 16개)과 2개의 텔레비전 채널 (Telearuba, Channel 22)이 운영되고 있다.

### 종교
천주교는 아루바에서 널리 받아들여지는 종교로, 전체 인구의 45%가 천주교 신자이다. 그 이외에도 다양한 기독교 종파들이 아루바에 존재하고 있다.

## 정부

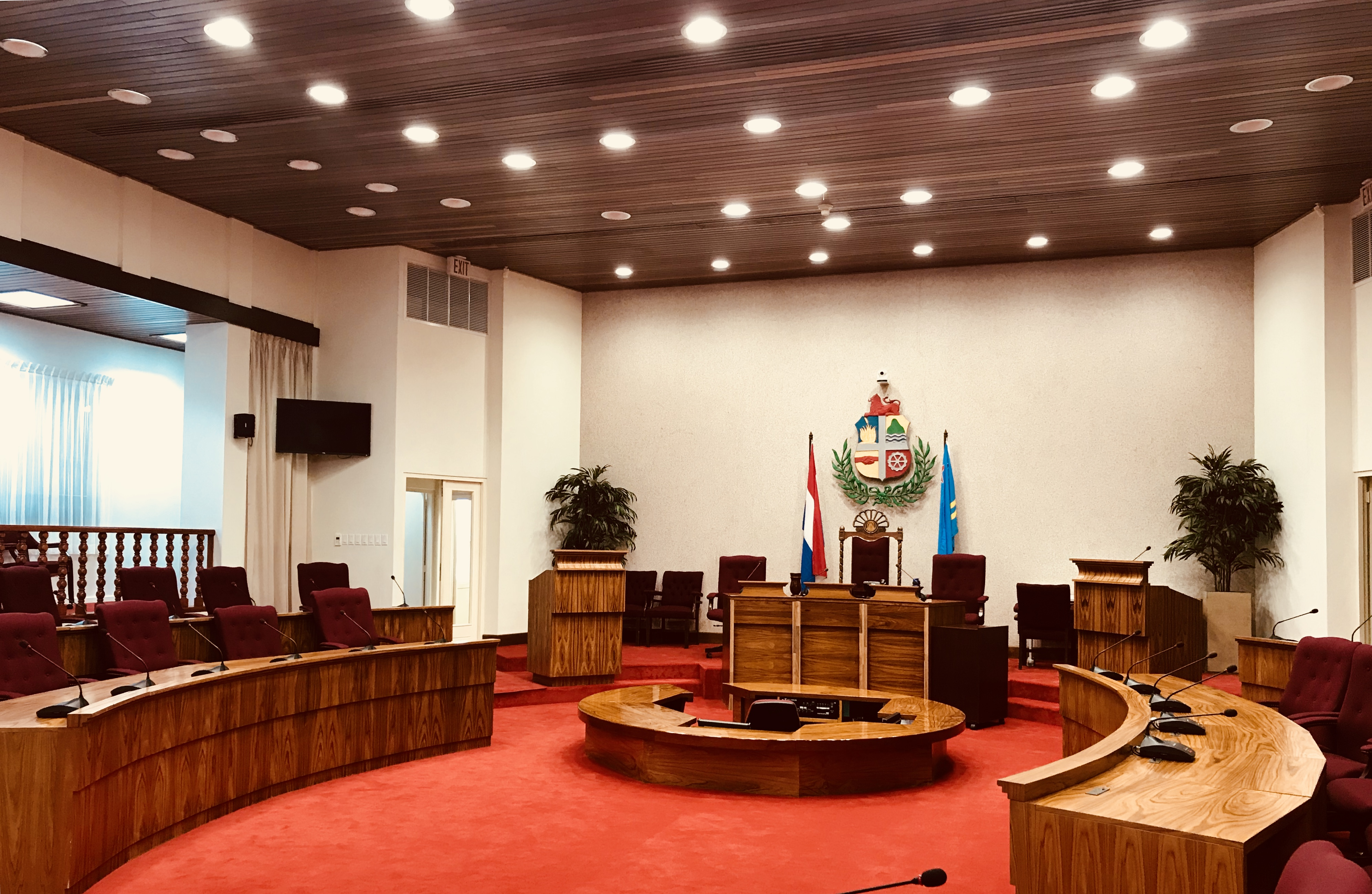
아루바 의회 건물 내부의 모습.

아루바는 네덜란드, 퀴라소, 그리고 신트마르턴 등 네덜란드 왕국의 구성국 중 하나이다. 아루바는 기본적으로 자치를 보장받으나, 외교와 국방에 있어서는 네덜란드가 그 업무를 담당하고 있다. 아루바의 정치는 21명으로 구성된 의회와 8명으로 구성된 내각의 틀 아래 이루어진다. 아루바 의회의 21명의 의원들은 보통 선거를 통해 선출되어 4년의 임기를 수행한다. 아루바 총독은 네덜란드 왕정에 의해 임명되어 6년의 임기를 수행하며, 아루바의 총리와 부총리는 의회에서 간접선거를 통해 선출되어 각각 4년의 임기를 수행해야 한다.
아루바는 지금은 없어진 네덜란드령 안틸레스의 일부였으나, 1986년 분리되면서 독자적인 정부를 구성하게 되었다. 아루바는 유럽 연합 회원국은 아니지만 해외 영역 (Overseas Countries and Territories, OCT)의 지위를 누리고 있으며, 유럽 개발 기금의 재정적 지원을 받고 있다.

### 정치
아루바의 사법제도는 네덜란드식 모델에 그 기반을 두고 있다. 아루바의 사법 관할권은 "아루바 1심 재판소" (Gerecht in Eerste Aanleg), "아루바, 퀴라소, 신트마르턴, 보네르, 신트외스타티위스, 그리고 사바 합동 재판소" (Gemeenschappelijk Hof van Justitie van Aruba, Curaçao, Sint Maarten, en van Bonaire, Sint Eustatius en Saba), 그리고 "네덜란드 최고법원" (Hoge Raad der Nederlanden)에게 있다. 아루바 경찰국 (Korps Politie Aruba)은 아루바의 사법집행기관으로 오라녜스타트, 노어드, 그리고 산 니콜라스에 관할구를 두고 있으며, 산타 크루즈에 본부가 위치하고 있다.
아루바는 역사적으로 지속적인 재정 적자를 기록해 왔으며, 높은 인플레이션 문제도 종종 발생해왔다. 2006년 아루바 정부의 부채는 18억 8300만 아루바 플로린까지 늘어나게 되었고, 이를 해소하기 위해 여러 세재법을 개정하였다. 기존의 직접과세 방식은 IMF의 권고에 따라 간접과세의 방식으로 바뀌었다.

### 대외관계
보네르 섬 혹은 다른 네덜란드 구성국들처럼, 아루바는 유럽 연합과 미국, 남미국가들과 일정한 경제적 및 문화적 관계를 유지하고 있다.

### 국방
아루바의 국방권은 네덜란드 왕국이 관할하고 있다. 네덜란드 국군은 아루바에 해군, 해병대, 그리고 소대 규모의 해안 경비대를 배치 및 운용하고 있다. 아루바의 모든 병력은 사바네타의 해군 기지에 주둔하고 있다. 1999년, 미국 국방부는 아루바 공항에 전진작전지역 (Forward Operating Location, FOL)을 설치하였다.

## 교육
아루바의 교육 제도는 네덜란드 교육 제도에서 본을 뜬 것으로, 아루바 정부가 국가적인 차원에서 공공교육제도를 재정적으로 지원하고 있다. 아루바에는 공립학교와 사립학교가 혼재하는데, 이들 중에는 아루바 국제학교, 샤켈 대학교, 그리고 아루바노 고등학교 등이 있다. 이외에도 2곳의 의과대학 (아우레우스 약학대학 및 자비에 약학대학)과 아루바 국립대학이 있다.

## 경제

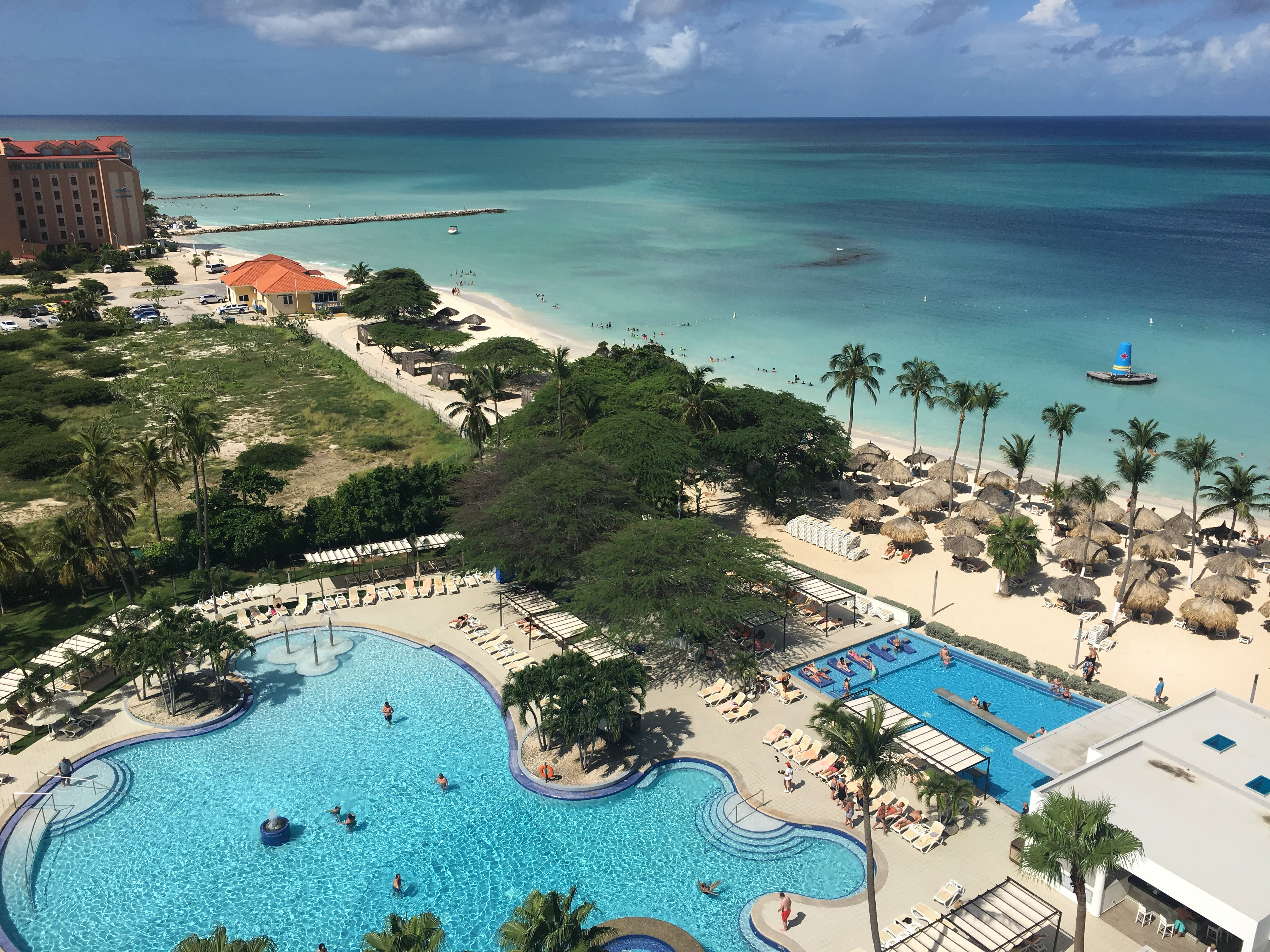
아루바의 한 관광리조트 전경.

아루바의 경제는 다음과 같은 4대 주력 산업들로 특징지을 수 있다: 관광업, 알로에 수출, 석유 정제, 그리고 역외 은행. 아루바는 카리브 해 지역에서 가장 높은 생활수준을 기록하고 있다. 2017년 기준 아루바의 국내총생산 (GDP)는 $37,500 달러이다. 아루바의 주요 무역 상대국은 네덜란드, 베네수엘라, 미국, 그리고 콜롬비아 등이 있다.
아루바의 농업과 제조업은 굉장히 미미한 수준이다. 19세기에 금광업은 아루바에게 굉장한 중요한 산업이었다. 1840년 아루바에 처음으로 알로에가 소개되었고 1890년부터는 비교적 큰 규모의 수출품이 되었다. 코넬리우스 에만은 "아루바 알로에 밤 (Aruba Aloe Balm)"의 창립자로, 알로에가 아루바의 경제에 지대한 영향을 끼치게 한 인물 중 하나이다. 한때 아루바 국토의 2/3에서 알로에 베라가 경작되었고, 아루바가 세계 최대 알로에 수출국으로 기록되기도 하였다. 오늘날에도 이전에 비하면 작은 규모이지만 알로에가 꾸준히 아루바에서 수출되고 있다.
아루바의 생태용량에 대한 접근성은 세계 평균보다 훨씬 낮은 수준이다. 2016년, 아루바는 1인당 0.57 헥타르의 생태용량을 기록, 이는 당시 세계 평균 1.6 헥타르에 비해 훨씬 적은 수준이다. 이에 반해, 2016년 아루바는 1인당 6.5 헥타르의 생태용량 (혹은 생태발자국 소비량)을 사용하였다. 이는 아루바가 보유하는 생태용량의 12배에 달하는 양으로, 아루바는 심각한 생태용량 적자 문제를 겪고 있다.
아루바의 화폐는 아루바 플로린으로, 공식 환율은 1.8 플로린당 1달러로 고정돼 있다. 그러나 많은 수의 미국인 관광객이 아루바에 유입됨에 따라, 많은 사업체, 특히 호텔과 리조트가 많이 분포되어 있는 지역에서는 미국 달러가 통용되고 있다.

### 관광업
아루바 국내총생산의 3/4가 관광업과 관련 산업에서 벌어들이고 있다. 관광객들의 대부분은 미국과 캐나다 출신으로, 총 관광수입의 73.3%을 차지하며, 그 뒤로는 라틴아메리카 15.2%, 유럽 8.3% 등이 있다.
2001년 2월 1일 아루바의 퀸 베아트릭스 국제공항이 확장하면서 미국 국토안보부과 미국 관세국경보호청이 미국행 승객들을 대상으로 공항 내에 사전심사 시설을 설치하였다. 아루바는 2008년 이래 이러한 서비스를 민간항공편에 제공하는 유일한 섬이다.

## 문화
아루바에는 다양한 문화가 분포하고 있다. 2005년에 행해진 인구조사에 따르면, 아루바에는 92개의 다른 민족집단이 거주하고 있다. 그 중 네덜란드 문화의 영향을 크게 받았는데, 그 예로 매년 12월 5일에서 6일까지 신터클라스 축제가 있으며, 매년 4월 27일에는 아루바와 네덜란드 왕국에서 국왕탄생일을 기념한다.
매년 3월 18일은 아루바의 국경일이다. 크리스마스와 신년전야에는 가이타 플루트와 단데 등의 민속악기를 연주하거나 알라카, 폰체 크레마, 햄 등의 음식들을 먹으며 축하한다. 매년 6월 24일에는 성 요한 전야일 (Dia di San Juan)를 기념한다. 이외에도 주님 승천 대축일과 성금요일 등의 종교적 기념일도 아루바에서 찾아볼 수 있다.
카니발은 수많은 카리브 해 국가들과 라틴 아메리카 국가들과 같이 아루바의 중요한 축제 중 하나이다. 아루바에서 카니발이 시작한 것은 1950년대로, 당시 석유 정제소로 일하러 온 베네수엘라와 인근 지역 (퀴라소, 세인트빈센트, 트리니다드, 바베이도스, 신트마르턴과 앵귈라 등) 출신의 이주민들의 영향을 받은 것이다. 시간이 지나면서 아루바에서의 카니발 전통은 계속 변화하였고, 현재는 1월 첫째날부터 재의 수요일 직전의 화요일까지 카니발 축제기간, 그리고 축제기간 중 마지막 일요일 (재의 수요일 직전의 일요일)에 큰 퍼레이드를 하는 것으로 진행되고 있다.
아루바에서의 미국 관광객의 유입은 미국 문화의 영향력이 증가하게 하였다. 그 예로 10월 할로윈과 11월 추수감사절을 기념하는 모습을 볼 수 있다.

## 기반 시설
퀸 베아트릭스 국제공항은 아루바의 수도 오라녜스타트 인근에 위치하고 있다.
아루바에는 플라야 항구와 바르카데라 항구가 각각 오라녜스타트와 바르카데라에 위치하고 있다. 플라야 항구에는 로열 캐러비안, 카니발 크루즈 라인즈, NCL, 홀란드 아메리칸 라인, 디즈니 크루지 라인 등에서 크루즈 노선을 운영하고 있다. 매년 100만 여명의 승객들이 이 항구를 오고간다. 아루바 항구관리청에서 아루바의 항구들을 관리하고 있다.
아루버스 (Arubus)는 국영 버스 회사로, 매년 265일 오전 3:30에서 오후 12:30까지 노선들을 운영하고 있다. 이외에도 산 니콜라스, 산타 크루즈와 노어드 등의 호텔 지역에서 소형 개인 밴이 교통서비스를 제공하고 있다.
메인스트리트에서 트램 서비스를 이용할 수 있다.

### 에너지
아루바 수력에너지공사 (Water-en Energiebedrijf Aruba,W.E.B.)는 세계에서 세번째로 큰 규모의 담수 공장에서 음용 및 공업용 용수를 생산하고 있다. 아루바의 하루 물 사용량은 38,000톤에 달한다. N.V. 엘마는 아루바의 유일한 전력공급사이다.

### 통신
아루바에는 세타르와 디지셀 등 두 곳의 통신사업자가 있다. 세타르는 인터넷, 화상회의, GSM 무선 기술, 지상 회선 등의 서비스를 제공하는 업체다. 디지셀은 GSM 플랫폼 기반의 무선 기술 분야에서 세타르와 경쟁하고 있다.